# R.550 Magic
Die R.550 Magic ist eine 1968 von Matra im Auftrag der französischen Luftstreitkräfte entwickelte Kurzstrecken-Luft-Luft-Rakete. Der Flugkörper ist das französische Konkurrenzprodukt zur US-amerikanischen AIM-9 Sidewinder.
Die ersten Tests fanden am 11. Januar 1972 statt, eine Gloster Meteor feuerte dabei erfolgreich auf eine Nord-CT20-Zieldrohne. Die Serienproduktion begann 1976. Die Rakete ist mit einem Feststoffraketentriebwerk und einem Infrarotzielsuchsystem ausgestattet. Nachteil des Zielsystems der Magic I ist, dass gegnerische Flugzeuge nur von hinten erfasst werden. Mit der Magic II wurde 1986 eine verbesserte Version in Dienst gestellt. Bei der Magic II wurde der IR-Suchkopf durch eine verbesserte Version ersetzt, nun konnten gegnerische Ziele auch frontal angegriffen werden. Beide Raketen verfügen über acht feste und vier bewegliche Flügel. Zu unterscheiden sind beide Versionen nur am Suchkopf; bei der Magic I ist er transparent, bei der Magic II undurchsichtig.
Es wurden insgesamt etwa 11.300 Raketen (ca. 7000 Magic I und ca. 4000 Magic II) produziert sowie exportiert. Die argentinische Marine setzt sie seit 1982 (nach dem Ende des Falklandkriegs) ein. Der Irak ist ebenfalls ein bekannter Käufer.
Die Magic II wird in den französischen Streitkräften schrittweise durch die von der MBDA entwickelte MICA ersetzt.

## Einsatzstaaten
- Argentinien 84 Magic
- Australien 550 Magic
- Ägypten 300 Magic
- Belgien Magic II
- Brasilien
- Volksrepublik China
- Demokratische Republik Kongo
- Ecuador 200 Magic
- Frankreich Magic I und II
- Gabun
- Griechenland 240 Magic und 360 Magic II
- Indien 1000 Magic und 500 Magic II
- Irak 534 Magic
- Jordanien 225 Magic
- Kamerun
- Kuwait 158 Magic
- Libanon
- Libyen 812 Magic
- Marokko 250 Magic
- Nigeria
- Oman
- Pakistan 192 Magic
- Peru 264 Magic und 72 Magic II
- Portugal
- Katar 186 Magic II
- Rumänien 100 Magic II
- Saudi-Arabien 450 Magic
- Spanien
- Südafrika 100 Magic
- Taiwan 480 Magic II
- Vereinigte Arabische Emirate 192 Magic und 500 Magic II
- Venezuela 50 Magic und 75 Magic II